# Ștefan cel Mare (Olt)
Ştefan cel Mare è un comune della Romania di 1 962 abitanti, ubicato nel distretto di Olt, nella regione storica dell'Oltenia. 
Il comune è formato dall'unione di 2 villaggi: Ianca Nouă e Ștefan cel Mare.